# 井原元良
井原 元良（いはら もとよし）は、戦国時代から安土桃山時代にかけての武将。安芸毛利家の家臣。安芸国鍋谷城主。

## 生涯
井原氏は高氏の一族で、安芸高田郡井原村に住したことから在名にちなんで井原氏を称した。祖父・井原常陸介元師の代に毛利弘元の娘を娶り関係を深め、のちに毛利家に帰属する。父・井原元造は毛利元就の外甥にあたる。
長子・元尚は毛利家の命で周防国三尾（三丘）に領知替えとなり、三尾氏を称する。二男・元以（2102石）と三男・元歳（786石）は毛利輝元に仕え、新たにそれぞれ領知を貰い別家を建てる。この二家が萩藩寄組として藩の重臣となって続くこととなる。
慶長7年（1602年）壬寅10月11日、死去。